# Indigo

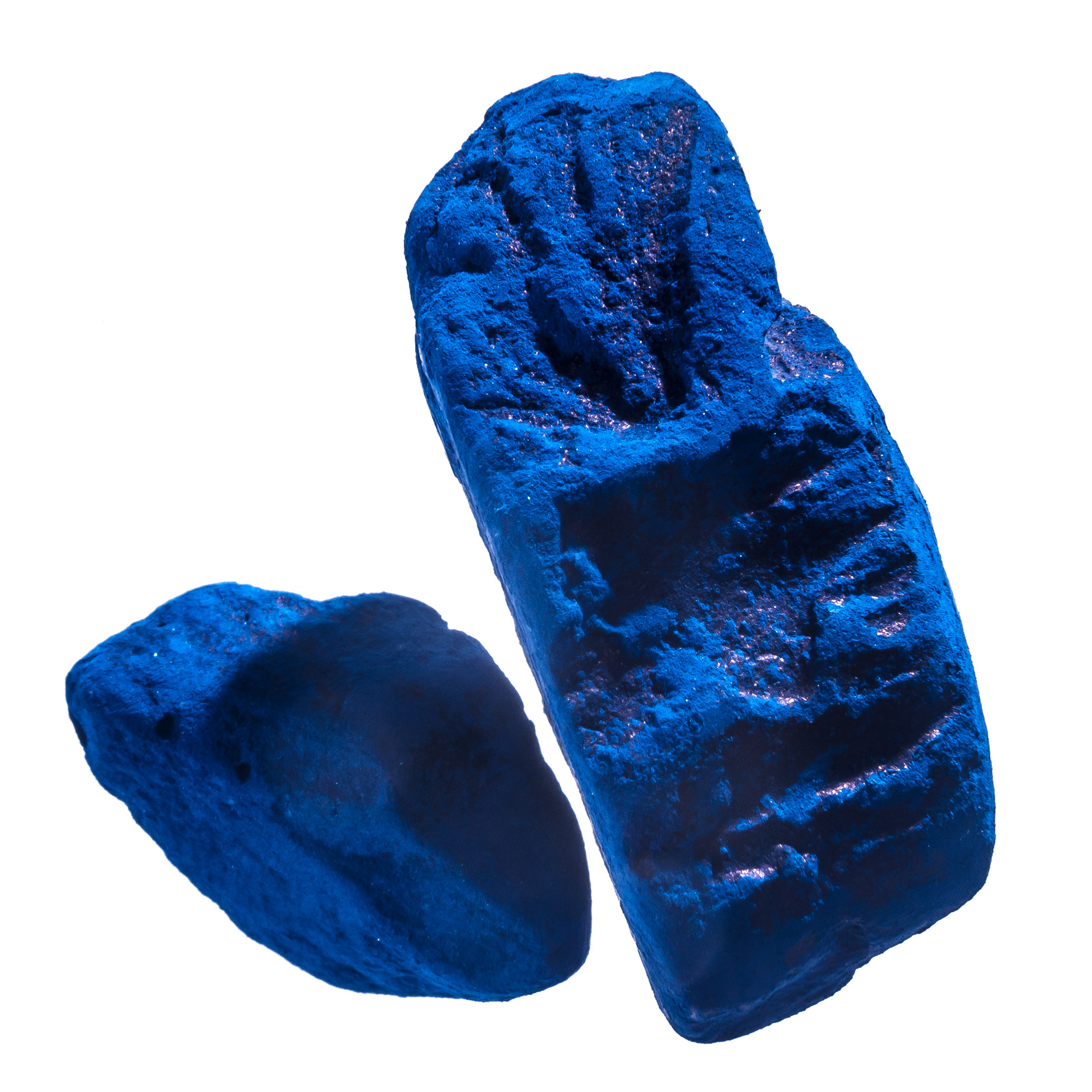
„Piatră” de indigo. Bucata mare cca. 2 cm.

Indigoul este un pigment care se utilizează încă din antichitate, datorită proprietăților sale tinctoriale (colorante). În planta Indigofera tinctoria (India) și Isatis tinctoria (Europa) se găsește sub formă de indican.